# Porcellio provincialis
Porcellio provincialis är en kräftdjursart som beskrevs av Gustave Aubert och Dollfus 1890. Porcellio provincialis ingår i släktet Porcellio och familjen Porcellionidae. Inga underarter finns listade i Catalogue of Life.